# Ludwika Szczęsna
Klara Ludwika Szczęsna, född 18 juli 1863 i Cieszki, Masoviens vojvodskap, död 7 februari 1916 i Kraków, var en polsk romersk-katolsk nunna och medgrundare av Jesu allraheligaste hjärtas tjänarinnor år 1894 tillsammans med biskopen Józef Sebastian Pelczar. Hon vördas som salig i Romersk-katolska kyrkan, med minnesdag den 7 februari.
Saliga Ludwika Szczęsna är begravd i Jesu allraheligaste hjärtas tjänarinnor i Kraków.

## Bilder
| - Saliga Ludwika Szczęsnas sarkofag i Kraków. |

### Webbkällor
- Flocchini, Emilia. ”Beata Chiara (Ludwika) Szczesna, vergine, cofondatrice” (på italienska). Santi e Beati. Arkiverad från originalet den 23 januari 2021. https://archive.md/GuOzX. Läst 23 januari 2021.
- ”Blessed Klara Szczesna” (på engelska). CatholicSaints.Info. Arkiverad från originalet den 23 januari 2021. https://archive.md/qfrgQ. Läst 23 januari 2021.